# Маринець (Хорватія)
46°07′ пн. ш. 15°43′ сх. д. / 46.12° пн. ш. 15.72° сх. д.
Маринець (хорв. Marinec) — населений пункт у Хорватії, у Крапинсько-Загорській жупанії у складі міста Преграда.

## Населення
Населення за даними перепису 2011 року становило 118 осіб.
Динаміка чисельності населення поселення:

## Клімат
Середня річна температура становить 9,95 °C, середня максимальна – 24,10 °C, а середня мінімальна – -6,48 °C. Середня річна кількість опадів – 1041 мм.
| Клімат поселення                              | Клімат поселення | Клімат поселення | Клімат поселення | Клімат поселення | Клімат поселення | Клімат поселення | Клімат поселення | Клімат поселення | Клімат поселення | Клімат поселення | Клімат поселення | Клімат поселення | Клімат поселення |
| Показник                                      | Січ.             | Лют.             | Бер.             | Квіт.            | Трав.            | Черв.            | Лип.             | Серп.            | Вер.             | Жовт.            | Лист.            | Груд.            |                  |
| Середній максимум, °C                         | 5,73             | 7,74             | 11,91            | 16,29            | 21,07            | 24,10            | 23,80            | 23,22            | 19,31            | 14,13            | 8,51             | 4,29             |                  |
| Середня температура, °C                       | −0,38            | 1,64             | 5,81             | 10,20            | 14,97            | 18,01            | 19,78            | 19,21            | 15,28            | 10,10            | 4,50             | 0,26             |                  |
| Середній мінімум, °C                          | −6,48            | −4,46            | −0,27            | 4,10             | 8,85             | 11,92            | 15,75            | 15,19            | 11,27            | 6,09             | 0,46             | −3,76            |                  |
| Норма опадів, мм                              | 50               | 53               | 70               | 75               | 89               | 126              | 100              | 101              | 105              | 100              | 99               | 73               |                  |
| Середньомісячна швидкість вітру, м/с          | 1.60             | 1.80             | 2.20             | 2.10             | 2.00             | 1.80             | 1.80             | 1.60             | 1.51             | 1.60             | 1.70             | 1.67             |                  |
| Середньомісячна сонячна радіація, кДж/м²·день | 4062             | 6785             | 10424            | 14777            | 18817            | 20514            | 21349            | 18651            | 13737            | 8547             | 4482             | 3222             |                  |
| --------------------------------------------- | ---------------- | ---------------- | ---------------- | ---------------- | ---------------- | ---------------- | ---------------- | ---------------- | ---------------- | ---------------- | ---------------- | ---------------- | ---------------- |
| Джерело:                                      |                  |                  |                  |                  |                  |                  |                  |                  |                  |                  |                  |                  |                  |